# فضا ۹۰۰۰ کیلومتر برساعت
فضا ۹۰۰۰ کیلومتر برساعت 
(به تلوگویی: Antariksham 9000 KMPH) فیلمی هندی محصول سال ۲۰۱۸ و به کارگردانی سانکالپ ریدی است. در این فیلم بازیگرانی همچون وارون تج، ادیتی رائو حیدری، لاوانیا تریپاتی و رحمان ایفای نقش کرده‌اند.